# Murallas y defensas de la ciudad de Monmouth
Las murallas y defensas de la ciudad de Monmouth comprenden el sistema defensivo de las murallas y puertas construidas en Monmouth, Gales, entre 1297 y la primera parte del siglo siguiente. Wye Bridge Gate, East Gate (Dixton Gate), Monk's Gate y la Garita del puente de Monnow eran puntos de acceso a la ciudad. West Gate, también proporcionaba acceso a través de Monnow Street. Solo la Garita del puente de Monnow sobrevive intacta, aunque en una versión sustancialmente modificada del original.

## Historia
El  Castillo de Monmouth fue construido originalmente por los Normandos a finales del siglo XI, como parte de un sistema de fortificaciones para ayudar a establecer su dominio de las Marcas Galesas, y como base para extender su control al País de Gales en sí mismo. El castillo, situado sobre la confluencia de los ríos  Wye y  Monnow en la frontera entre País de Gales e Inglaterra y de importancia estratégica, fue inicialmente un modesto castillo de mota, reconstruido en piedra en 1150. Alrededor del castillo se desarrolló una pequeña ciudad de mercado y en 1267, pasó a manos de Edmund Crouchback, Conde de Lancaster e hijo de  Enrique III. A su vez, pasó a su propio hijo Enrique de Lancaster. El 27 de agosto de 1297, solicitó a su tío,  Eduardo I de Inglaterra, que emitiera un peaje para la construcción de murallas. Se otorgó un peaje por cinco años en 1297 y los fondos recaudados permitieron la construcción de las murallas y puertas de la ciudad medieval.

## Construcción y extensión
El 1 de junio de 1315, nuevamente a solicitud de Enrique de Lancaster, lel peaje se renovó por otros tres años, lo que indica que el proyecto estaba incompleto o que necesitaba reparaciones. La orden indicaba que el gravamen debía aplicarse en "todas las mercancías traídas para la venta a la ciudad. Las murallas de la ciudad se consideraron necesarias por varias razones: brindaban protección defensiva a los anglonormandos contra los a veces hostiles habitantes galeses del campo cercano, protegía y permitía la vigilancia del mercado, y también cobrar más fácil los impuestos y cuotas. Las murallas y puertas también sirvieron como un símbolo de estado. Además de su uso defensivo, las puertas de la ciudad se utilizaron durante cientos de años para cobrar peajes. Estos fueron autorizados por los rollos de patentes de 1297 y 1315.
La historia completa de las murallas de piedra es incierto. Las torres de la puerta se erigieron en el puente de Monnow y en varios otros lugares, incluyendo la Puerta de Monk, la Puerta de Dixton, la Puerta de Wye, la Puerta de West y la Puerta de San Esteban (la última que proporciona acceso al patio del castillo). Según John Leland, quien visitó la ciudad alrededor de 1538, alrededor de la ciudad se extendía en ese momento una muralla en ruinas, junto con una profunda zanja o foso.

## Garita del puente de Monnow
La garita del puente de Monnow es la parte más reconocida y visible de las murallas y defensas de la ciudad de Monmouth. Combinada con el Puente de Monnow para propósitos de listado, la casa de la entrada es un monumento planificado y un edificio catalogado de Grado 1. El puente y la puerta de entrada se listaron el 15 de agosto de 1974  El puente en el que se encuentra la puerta es un puente de piedra de tres vanos construido alrededor de 1272. La puerta de entrada en el centro del puente se agregó entre 1297 y 1315, cuando se construyeron los muros de piedra de la ciudad. El puente y la puerta en ese momento eran muy diferentes de los actuales. No solo el puente era más estrecho, sino que la puerta tenía un solo arco con un escudo.. El techo de la casa de la entrada era más bajo y tenía un parapeto con almenas. Además, los arcos de matacanes en la fachada de la puerta se agregaron más tarde.
Para 1705, la garita del puente de Monnow necesitaba mantenimiento, y el Consejo Común de Monmouth ordenó que fuera reparada y mejorada. En el parapeto almenado se reconstruyeron sus almenas y se levantó el techo, lo que dio lugar a una casa de dos pisos. Además, se agregó un colgadizo inclinado de madera adyacente a la esquina este de la puerta Mientras que la garita de entrada se convirtió en una vivienda, una parte de ella o la zona adyacente se utilizaba como espacio de seguridad o de guardia cuando era necesario. El colgadizo inclinado fue demolido en 1815. A principios y mediados del siglo XIX, los arcos laterales más pequeños fueron cortados por las torres flanqueantes, el arco aguas arriba en 1819 y el arco aguas abajo en 1845. En 1832, el techo de la garita fue reconstruido.
El puente de Monnow sirvió como una defensa exterior en el oeste, y proporcionó acceso entre los suburbios de Overmonnow y Monnow Street, lo que llevó a la construcción del castillo y el mercado de Monmouth. La puerta de entrada fue fortificada por última vez y ocupada por soldados en 1839 en el momentocuando se produjeron las amenazas de ataques por los cartistas de Newport, un evento que no se materializó. En marzo de 2004, se abrió un nuevo puente aguas abajo del puente de Monnow; ese mismo día, el antiguo puente fue declarado peatonal, de modo que solo hay tráfico peatonal a través de la garita del puente de Monnow. Los cambios mejoraron el flujo de tráfico en la calle Monnow. El puente de Monnow es actualmente el único puente fortificado medieval que sobrevive en Gran Bretaña con una garitaque se encuentra en el puente.

## Los restos en la puerta del Este

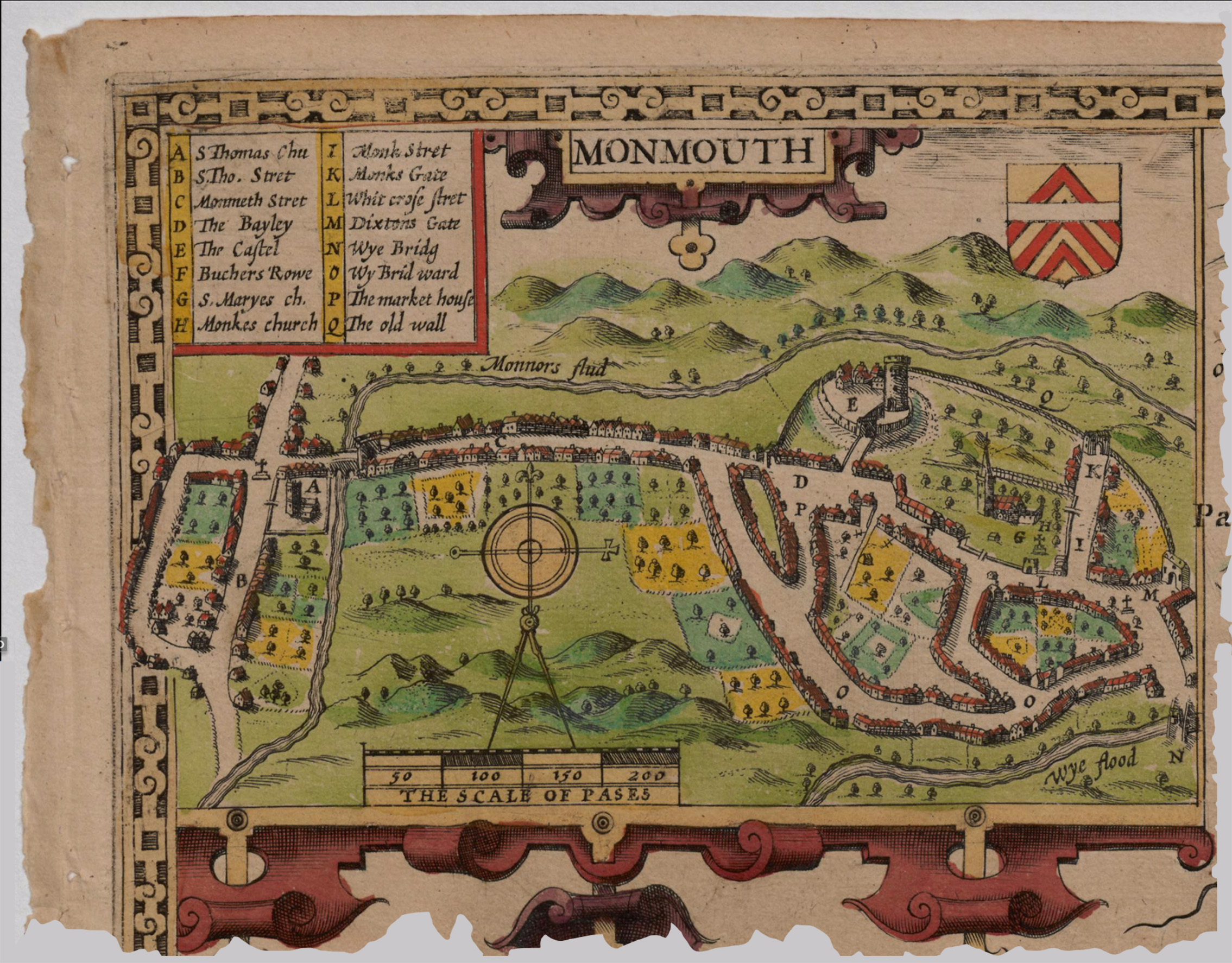
Mapa de 1610 de Monmouth, Gales por el cartógrafo John Speed

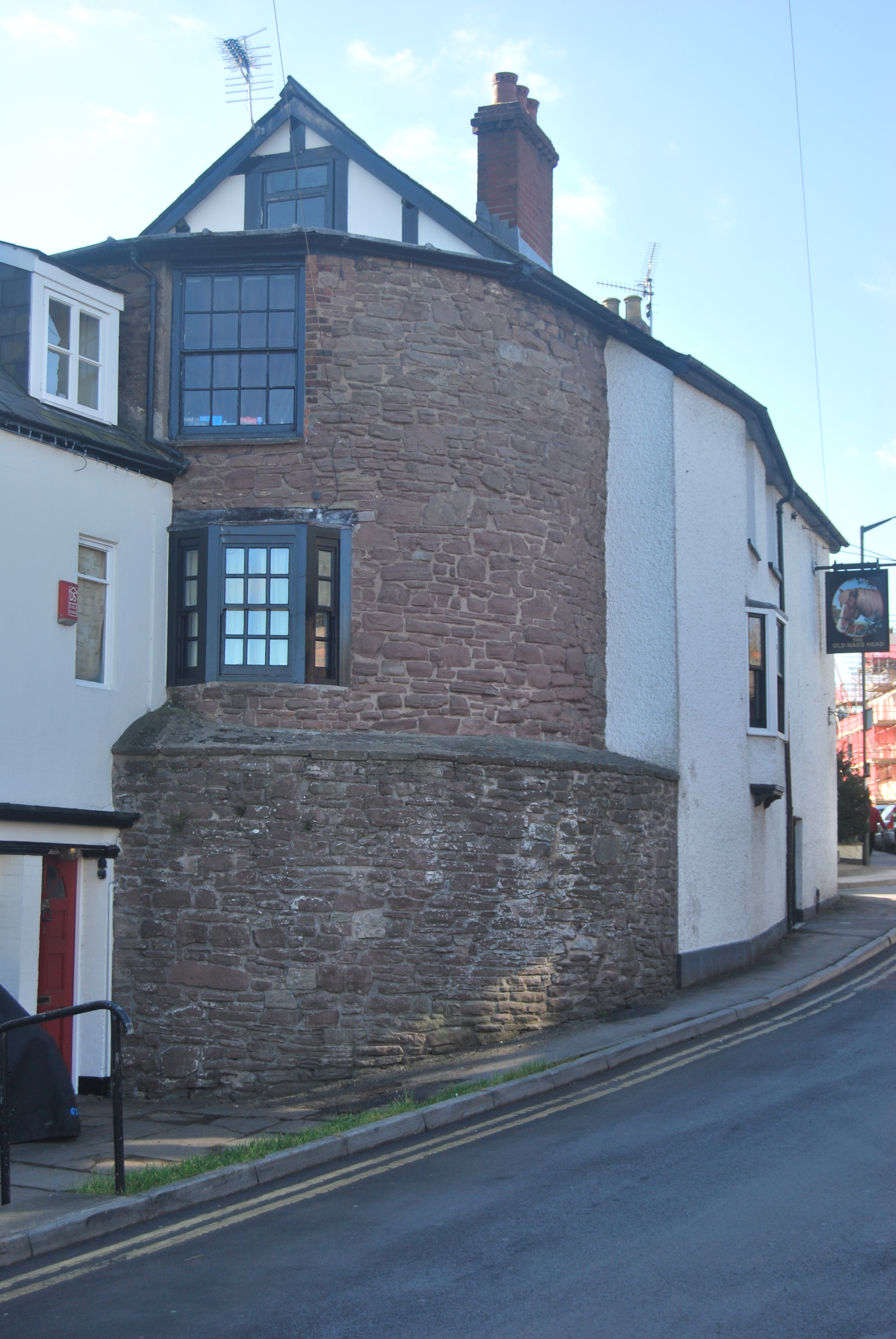
Restos de la torre de Dixton Gate, también parte de las murallas y defensas de la ciudad de Monmouth

Las murallas y defensas de la ciudad de Monmouth están listadas con Cadw y también tienen registros en la Fundación Arqueológica Glamorgan-Gwent. La garita del puente de Monnow, que forma parte de las murallas y defensas de la ciudad, está listada por separado debido a su interés particular. Aparte de la torre que está incorporada en el pub Old Nag's Head, no hay otros restos sobresalientes de las murallas de la ciudad de Monmouth. A pesar de esto, las excavaciones arqueológicas han descubierto partes del circuito de las defensas de la ciudad.
Las puertas de las murallas de la ciudad de Monmouth sobrevivieron a las propias murallas. Sin embargo, Monk's Gate, cerca del Priorato, fue demolida en 1710; es factible que el muro curvo en la entrada del Salón Masónico indique su ubicación anterior. Wye Gate en Wye Bridge también ha desaparecido Un artículo de 1886 en Archaeologia Cambrensis por William Bagnall-Oakeley, esposo de la anticuaria Mary Ellen Bagnall-Oakeley, trató sobre Monmouth e incluyó un análisis del mapa de Monmouth de 1610 realizado por el cartógrafo John Speed, comparándolo con el relato de alrededor de 1538 hecho por el anticuario John Leland, o también Leyland. Bagnall-Oakeley describió el relato de Leland de una muralla con cuatro puertas, Wye, East, Monk's y Monnow, dando como incorrecta la versión de una muralla que se extendía hasta el río Monnow.  En cambio, Bagnall-Oakeley se refirió al mapa de Speed que aparentemente mostraba una muralla de la ciudad que terminaba en la parte superior de Monnow Street, cerca de Bayley (Bailey). El autor indicó que Speed se refirió a la puerta en la parte superior de Monnow Street como la Puerta Oeste, aunque no hay ninguna marca a tal efecto en el mapa. Más bien, la puerta en el mapa de Speed aparentemente representaba la Puerta de San Esteban. El autor indicaba que había habido restos de una puerta en esa posición "unos pocos años" anteriormente, que se había utilizado como una cárcel. Bagnall-Oakeley creyó que la puerta era la Puerta de San Esteban y que proporcionaba acceso desde la ciudad hasta el patio exterior del Castillo de Monmouth. Sobre la base de su examen del área con otro residente de Monmouth y su lectura de los informes militares, el autor especuló que podría haber una sexta puerta adicional, más abajo en Monnow Street, expresando algún desacuerdo con Leland y Speed. Esa sexta puerta, la Puerta Oeste, puede ser la mencionada por el autor William Meyler Warlow. Este señaló que la muralla medieval de la ciudad se extendía desde el río Monnow, en las cercanías del Priory Mill, a través de Monnow Street, justo por encima del nivel de Nailers Lane. El Registro Histórico del Medio Ambiente del Fondo Arqueológico Glamorgan-Gwent confirmó que había una puerta con un puente levadizo sobre un foso a ese nivel.
La mayor parte de la Puerta Este, también conocida como la Puerta Dixton, se eliminó en 1770 porque impedía el paso de las diligencias. Aparte de la garita del puente de Monnow, que está en una lista separada como monumento programado debido a su interés especial, el único resto que permanece de las murallas y defensas de la ciudad de Monmouth es la torre medieval de Dixton Gate, que se incorporó al pub Old Nag's Head. La planta inferior de la torre de la puerta es más antigua y tiene una base estropeada; La planta superior de la torre de arenisca roja tiene obra del siglo XIX. La torre de arenisca roja de la Puerta Este, que forma parte de las defensas de Monmouth, se encuentra en Old Dixton Road. The Old Nag's Head Public House también es un edificio protegido de Grado II *. El edificio recibió una calificación más alta debido a su interés no solo por derecho propio, sino también por la incorporación de una parte significativa de la torre de la puerta. En febrero de 2012, la renovación propuesta del edificio contiguo a la puerta oriental medieval condujo a la recomendación de una evaluación del yacimiento arqueológico.

## Ríos
La ciudad de Monmouth está ubicada entre el río Monnow y el río Wye, justo al noroeste de su confluencia. El nombre de la ciudad deriva de su ubicación en el cruce de los dos ríos. Monmouth es la contracción de Monnow y desembocadura. El nombre galés para el río, Mynwy, que pudo haber significado originalmente "fluir rápidamente", fue anglificado como Monnow. La ciudad se conoció originalmente en galés como Abermynwy ("desembocadura del Monnow"), reemplazada por Trefynwy ("ciudad de Monnow" - la primera m de Mynwy muta en galés a f) en el siglo XVII.
Las defensas naturales proporcionadas por Monnow y Wye en conjunto con las murallas y defensas construidas de la ciudad de Monmouth proporcionaron protección a la ciudad. William Bagnall-Oakeley, nuevamente en referencia al mapa de Speed, describió una muralla y un foso (muro defensivo y zanja) que se extendía desde la parte superior de la calle Monnow detrás de las casas en una línea hasta el río Wye, y luego se dirigía hacia la puerta de Wye. La muralla y el foso se extendieron luego a Dixton Gate y, desde allí, a Monk's Gate y a la orilla del río Monnow. Después de dar una vuelta alrededor del castillo, se unió nuevamente en la parte superior de la calle Monnow. Por lo tanto, aunque no se conoce el circuito completo de las paredes, las paredes y los fosos se construyeron en estrecha asociación con los ríos. Además, Clawdd-du, el foso defensivo que rodeaba el suburbio de Monmouth en Overmonnow, proporcionó una mayor fortificación del área Sin embargo, como el río Monnow era bastante poco profundo y estrecho, podía cruzarse fácilmente río arriba. Por lo tanto, mientras que el puente y la puerta de Monnow se construyeron principalmente con fines defensivos, en última instancia, su función principal era financiera; fueron utilizados para cobrar peajes.